# Wstrząs (film 2015)
Wstrząs (ang. Concussion) – amerykański dramat filmowy z 2015 roku w reżyserii Petera Landesmana, z Willem Smithem w roli głównej, o odkryciu przez patologa Bennetta Omalu powodów przedwczesnych śmierci byłych zawodników NFL.
Aktor Will Smith był nominowany do nagrody Złoty Glob w 2016 dla najlepszego aktora w filmie dramatycznym.

## Fabuła
Bennet Omalu, przeprowadzając autopsję byłego zawodnika futbolu amerykańskiego Mike’a Webstera, odkrywa, iż przyczyną jego złego stanu zdrowia i dziwnego zachowania była choroba neurodegeneracyjna mózgu (przewlekła encefalopatia), spowodowana silnymi wstrząsami, jakich doświadczał sportowiec na boisku podczas swej kilkudziesięcioletniej kariery. Przypadek Webstera okazał się nie być odosobnionym. Narodowa Liga Futbolowa stara się zatuszować sprawę. Lekarz zostaje zmuszony do zmiany miejsca zatrudnienia, chociaż wyniki jego badań zostały opublikowane w periodyku naukowym.

## Obsada
- Will Smith jako dr Bennet Omalu
- David Morse jako Mike Webster
- Alec Baldwin jako dr Julian Bailes
- Albert Brooks jako dr Cyril Wecht
- Gugu Mbatha-Raw jako Prema Mutiso
- Arliss Howard jako dr Joseph Maroon
- Mike O’Malley jako Daniel Sullivan
- Eddie Marsan jako dr Steven DeKosky
- Matthew Willig jako Justin Strzelczyk
- Bitsie Tulloch jako Keana Strzelczyk